# Juan del Encina
Juan de la Encina, vlastním jménem Juan de Fermoselle (1469 – asi 1529, Salamanca) byl španělský hudební skladatel, básník a dramatik, často označovaný za zakladatele španělského dramatu.

## Život
Narodil se v roce 1469 poblíž Salamancy. Byl potomkem pokřtěných Židů. Po dokončení univerzity v Salamance (v 90. letech 15. století) se stal členem domácnosti Dona Fadriqua de Toledo, vévody z Alby.
V roce 1492 předvedl svému patronovi dramatické dílo, nazvané Triunfo de la fama, oslavující pád Granady. V roce 1495 publikoval svůj Zpěvník (Cancionero), sbírku dramatických a lyrických básní. Kolem roku 1500 se přestěhoval do Říma, kde sloužil jako hudebník u několika kardinálů a šlechticů.
Kolem roku 1518 vstoupil do řeholního řádu a vykonal pouť do Jeruzaléma, kde odsloužil svou první mši. Od roku 1509 byl kanovníkem v Málaze, v roce 1519 byl jmenován převorem v Léonu a podle všeho zemřel v Salamance kolem roku 1533.

## Dílo
Jeho Zpěvník je doprovázen prozaickým traktátem, nazvaným Arte de trobar, líčícím postavení básnictví ve Španělsku. Jeho čtrnáct dramatických děl zahrnuje jak díla čistě náboženská, tak čistě sekulární. Hry Aucto del Repelón a Égloga de Fileno líčí dobrodružství pastýřů, pozdější díla, jako Pládcida y Vitoriano, jsou silně olvivněna Celestinou Fernanda de Rojas.
Umělecká hodnota Encinova díla není výjimečná, nicméně z historického pohledu je důležité, jelikož předznamenává drama 17. století. Jeho lyrické básně jsou zajímavé svou upřímností a vroucností.